# 饲料生产

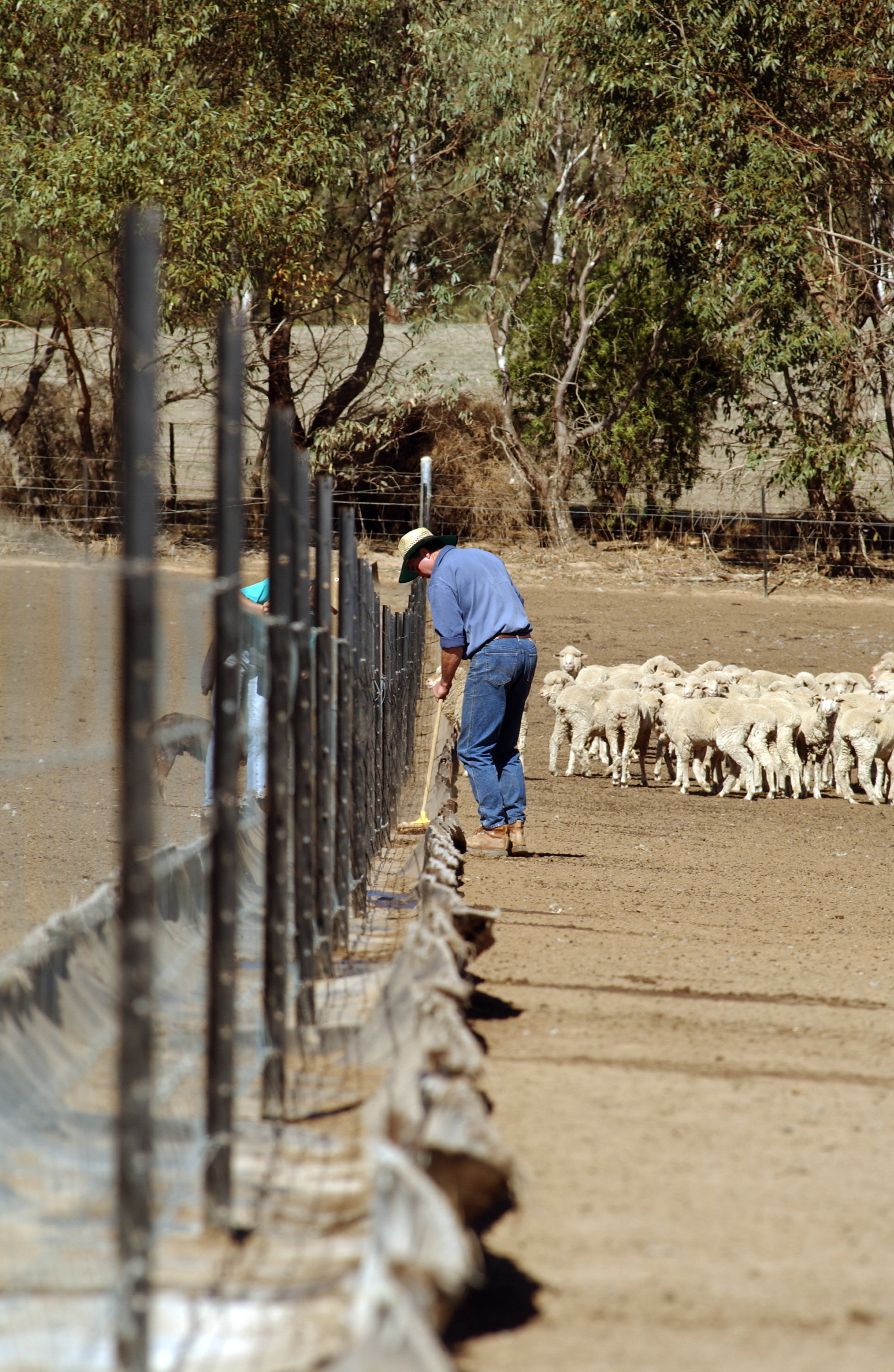
在澳大利亚饲养场人工喂养绵羊

饲料生产是指利用农产品原料生产动物饲料的过程。生产的饲料经过配制可满足不同种类动物在不同生命阶段的特定营养需求。据美国饲料工业协会（AFIA）称，饲料生产有四个基本步骤：
1. 原料接收：饲料厂从供应商处接收原料。原料到达后，会被称重、测试和分析各种营养成分，以确保它们的质量和安全。
2. 制定配方：营养学家与科学家并肩工作，为牲畜、家禽、水产养殖和宠物制定营养合理和均衡的饮食。这是一个复杂的过程，因为每个物种都有不同的营养需求。
3. 混合配料：确定配方后，工厂会将原料混合，制成成品。
4. 包装和标签：制造商决定产品的最佳运输方式。如果产品用于零售，则将其 "装袋并贴标签"，或装入带有标签的袋中，标签上注明产品用途、成分和说明。如果产品用于商业用途，则散装运输。

## 饲料及饲料种类
华盛顿州农业部将饲料定义为所有动物的全谷物或加工谷物、浓缩物和商业饲料的混合物，包括客户配方饲料和标签饲料，以及宠物饲料。这些饲料现在被商业化生产，用于家畜、家禽、猪和渔业。饲料的商业化生产受州和国家法律管辖。例如，在得克萨斯州，以饲养野生动物和宠物为目的的整粒或加工谷物、浓缩物和商业饲料应在文字或动画中进行适当描述，以便销售商进行分销。大多数州和联邦法规都明确规定商业饲料不得掺假。
动物饲料大致分为以下几类：
- 浓缩饲料：高能量，主要含有谷物及其副产品，或由高蛋白油粕或油饼以及甜菜和甘蔗加工产生的副产品制成。
- 粗饲料[需要引用]：牧草或植物部分，如干草、青贮饲料、根茎作物、稻草和秸秆。不同物种的日粮不尽相同。例如，家畜的日粮主要由粗[需要引用]饲料组成，而家禽、猪和鱼的日粮则以精饲料为主。饲养场中的牲畜可能会被饲喂能量饲料，这些能量饲料通常来自谷物，单独供应或作为总混合饲料的一部分供应。

## 饲料准备和质量
所配制饲料的质量最终取决于所用原料(如谷物或牧草)的质量；原料的质量应该很好。商业饲料生产是一个工业过程，因此应该遵循HACCP程序。美国食品药品监督管理局(FDA)将HACCP定义为“一种管理体系，通过分析和控制从原材料生产、采购和处理到成品制造、分销和消费的生物、化学和物理危害来解决食品安全问题”。
FDA监管人类食品以及家禽、牲畜、猪和鱼的动物饲料。此外，FDA还监管宠物食品，据估计，美国有超过1.77亿只狗、猫和马食用宠物食品。与人类食品类似，动物饲料必须无杂质、卫生、在良好的卫生条件下制作，并如实标注，向消费者提供所需的信息。

## 饲料配方

### 猪
饲料约占生猪生产总成本的60%至80%。生产的饲料不仅仅是为了饱腹，还必须为动物提供健康生长所需的营养。在配制猪饲料时，要考虑不同生长阶段所需的营养成分。配制猪日粮有三种基本方法：皮尔逊方差、代数方程和线性程序（计算机）。近来，微机程序可以平衡日粮中的多种营养物质，并帮助做出经济决策。
所需的基本营养成分包括粗蛋白、代谢能量、矿物质、维生素和水。配方程序有固定和可变两种。猪的日粮一般以谷物为碳水化合物来源，豆粕为蛋白质来源，添加钙、磷等矿物质和维生素。饲料中可添加牛奶副产品、肉类副产品、谷物和 "特殊产品"。还可添加抗生素，以强化饲料并帮助动物健康和生长。  
富含能量和蛋白质的带溶解物蒸馏干谷物（DDGS）已在一些家畜和家禽饲料中用来替代玉米和豆粕，玉米DDGS已成为美国猪日粮中最受欢迎、最经济和最广泛使用的替代饲料原料。美国谷物理事会报告说，玉米DDGS主要用作猪日粮中的能量来源，因为它含有与玉米大致相同的可消化能（DE）和代谢能（ME），尽管饲喂减油DDGS时ME含量可能略有降低。 
2007年的一项研究强调了近期DDGS的使用趋势，许多生产商在各类猪日粮中添加20%的DDGS。尽管20%是推荐的添加水平，但一些生产商成功地使用了更高的添加率。在饲喂保育猪和育成猪的日粮中，DDGS的添加率高达35%。

### 鱼

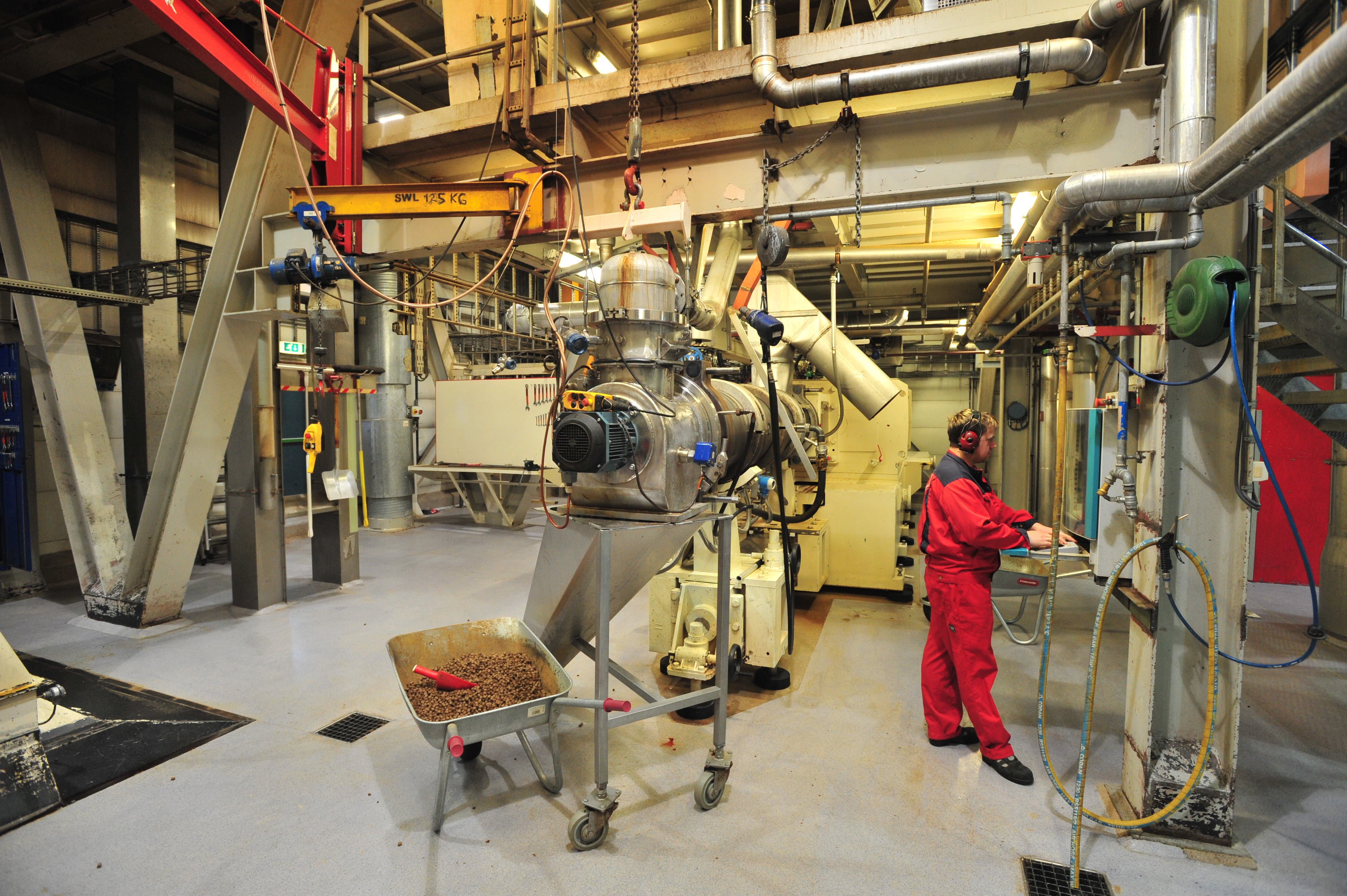
挪威斯托克马克内斯的商业鱼饲料生产

养殖鱼类食用专门配制的颗粒饲料，其中含有鱼类健康和食用鱼类的人类健康所需的营养成分。鱼饲料应营养均衡，并提供良好的能量来源，以便更好地生长。商业养殖的鱼大致分为草食性鱼和肉食性鱼，草食性鱼主要吃植物蛋白，如大豆或玉米、植物油、矿物质和维生素；肉食性鱼吃鱼油和蛋白质。肉食性鱼饲料含有30-50%的鱼粉和鱼油，但最近的研究建议在水产养殖日粮中寻找鱼粉的替代品。
在调查的各种饲料中，豆粕似乎是鱼粉的更好替代品。为养鱼业准备的豆粕在很大程度上取决于饲料颗粒所含的粒度。如今加工这些类型饲料的技术是基于鱼饲料挤压机。鱼饲料挤压机对植物蛋白加工至关重要。颗粒大小影响饲料消化率。鱼颗粒饲料的粒度受谷物特性和研磨工艺的影响。谷物特性包括硬度和水分含量。研磨过程根据所使用的研磨设备类型和研磨设备的一些特性（如波纹、间隙、速度和能耗）影响粒度。

### 家禽
正如报告所指出的，饲喂是饲养家禽的主要成本，因为鸟类一般比其他动物需要更多的饲喂，特别是由于其生长速度快，生产率高。饲喂效率反映在家禽的生产性能和产品上。根据国家研究委员会（1994），家禽至少需要38%的饲料成分。每种饲料成分的配比虽然因不同阶段的家禽而异，但必须包括碳水化合物、脂肪、蛋白质、矿物质和维生素。碳水化合物通常由玉米、小麦、大麦等谷物提供，是家禽饲料中的主要能量来源。脂肪，通常来自牛油、猪油或植物油，主要用于提供家禽饲料中重要的脂肪酸，以保证膜的完整性和激素的合成。
蛋白质对于提供肌肉、神经、软骨等身体组织发育所必需的氨基酸非常重要。大豆、油菜籽和玉米麸皮是家禽日粮中植物蛋白的主要来源。通常需要补充矿物质，因为谷物是商业饲料的主要成分，而谷物中的矿物质含量很少。家禽需要大量的钙、磷、氯、镁、钾和钠。而维生素，如维生素A、B、C、D、E和K，则是家禽需要量较少的成分。
Fanatico（2003）报告说，喂养鸟类最简单、最流行的方法是使用颗粒饲料。颗粒饲料除了方便养殖户外，还能使鸟类一次吃得更多。此外，一些研究人员还发现，与饲喂泥状饲料相比，饲喂颗粒饲料可提高饲料转化率、减少饲料浪费、改善适口性和消灭病原体。
颗粒饲料的商业化生产通常涉及一系列主要工艺，包括粉碎、混合和制粒。然后对生产的颗粒饲料进行颗粒耐用指数（PDI）测试，以确定质量。为了促进健康和生长，通常会在颗粒饲料中添加抗生素。
研究人员得出结论，较小颗粒尺寸的饲料将提高消化率，因为胃肠道中酸和酶消化的表面积增加了。然而，最近一些研究人员提请我们注意，家禽饲料有必要采用粗颗粒，以补充胃肠道（GIT）的自然设计和功能。Hetland等人（2002年）和Svihus等人（2004年）讨论说，由于缺乏胗的功能，胃肠道滞留时间缩短，最终对活体性能产生负面影响。Zanotto和Bellaver（1996）比较了饲喂不同粒径饲料（0.716毫米和1.196毫米）的21日龄肉鸡的生产性能。他们发现，饲喂较大粒径饲料的肉鸡表现更好。Parsons等人（2006）评估了肉鸡饲料中不同粒径的玉米，发现最大粒径（2.242毫米）的饲料摄入量比其他粒径（0.781、0.950、1.042和1.109毫米）的饲料摄入量更好。然而，Nir等人（1994年）认为，肉鸡的生长发育受粒度变化的影响。然而，粒径在0.5-1毫米之间的变化通常不会对肉鸡产生任何影响。极细颗粒（<0.5 mm）可能会影响肉鸡的生产性能，因为其中的灰尘会引起呼吸道问题，增加水的摄入量，饮水器中饲料的存在以及增加粪便的湿度。 Chewning等人（2012）在最近的研究中得出结论，尽管细颗粒（0.27毫米）提高了肉鸡的活体性能，但颗粒饲料并没有提高肉鸡的活体性能。
所有这些数据表明，细颗粒和粗颗粒在家禽饲料中确实具有不同的功能。必须根据肉鸡的活体性能使用这两种成分的适当比例。Xu等人（2013）比较了非颗粒饲料和含有细颗粒的颗粒饲料的性能，发现粗颗粒的添加提高了饲料转化率和体重。Auttawong等人（2013）和Lin等人（2013）也获得了类似的结果。

### 牲畜
牲畜包括肉牛、奶牛、马、山羊、绵羊和美洲驼。每只牲畜的采食量没有具体要求，因为它们的饲料根据动物的年龄、性别、品种、环境等而不断变化。牲畜饲料的基本营养需求必须包括蛋白质、碳水化合物、维生素和矿物质。
奶牛比其他类型的牛需要更多的饲料能量。研究表明，饲料提供的能量由各种碳水化合物来源提供，包括非纤维碳水化合物（NFC），如发酵饲料或中性洗涤纤维（NDF），如饲草。高NDF饲料有利于瘤胃健康，但提供的能量较少，反之亦然。在家畜饲料中添加脂肪可提高能量浓度，特别是当NFC含量已经过高时，因为过多的NFC会减少NDF部分，影响瘤胃消化。反刍动物摄入的大部分蛋白质都被微生物分解，微生物随后被小肠消化。
美国国家研究委员会建议，家畜饲料中的粗蛋白含量应低于7%。泌乳反刍动物，尤其是奶牛，需要的蛋白质量最高，特别是用于合成牛奶。钙、磷和硒等矿物质是家畜维持生长、繁殖和骨骼健康所必需的。
与其他动物一样，家畜也需要饲料中适当比例的细颗粒和粗颗粒。从理论上讲，较细的颗粒在瘤胃中更容易消化，但粗颗粒的存在可能会增加进入小肠的淀粉量，从而提高能量效率。
牲畜可通过在草地上放牧、与作物生产相结合或不相结合的方式饲养。在棚圈或饲养场生产的牲畜没有土地，通常使用含有兽药、生长激素、饲料添加剂或营养保健品的加工饲料喂养，以提高产量。同样，牲畜将谷物作为主要饲料或饲草饲料的补充。加工谷物饲料的目的是获得最容易消化的谷物，最大限度地提高淀粉的利用率，从而增加能量供应。
Hutjens (1999) 报告说，用磨碎的玉米饲喂牛时，其产奶量明显提高。一项研究比较了各种玉米颗粒大小和分布的消化率，得出的结论是，要获得80%的消化率，应使用0.5毫米的颗粒大小（16小时培养）。
来自马里兰大学和美国农业部的一个研究小组研究了奶牛饲喂不同收获期和不同加工方式的玉米谷物的发育、瘤胃发酵和淀粉消化部位，得出结论：与干玉米相比，高水分玉米的消化、代谢和热能更高。磨碎玉米提高了DMI，增加了牛奶、蛋白质、乳糖和非脂固形物的产量。

## 饲料生产工艺
根据饲料类型的不同，生产过程通常从研磨过程开始。图1说明了一般饲料生产过程的工作流程。对所选原料进行粉碎是为了生产出动物易于接受的最佳粒度。根据配方的不同，饲料可包含多达10种不同的成分，包括碳水化合物、蛋白质、维生素、矿物质和添加剂。饲料可通过按比例均化特定成分制成颗粒。制粒有多种方法，但最常见的方法是挤压。在饲料生产的整个过程中，配方和饲料生产设备对确保饲料质量非常重要。

## 用于饲料制备的谷物制粉
玉米、高粱、小麦和大麦是制作家畜、家禽、猪和鱼类饲料的最常用谷物。辊磨机和锤磨机是通常用于将谷物研磨成较小颗粒的两种加工设备。 
通过机械作用研磨谷物涉及多种力，如压缩力、剪切力、粉碎力、切割力、摩擦力和碰撞力。磨碎谷物的粒度在动物饲料生产中非常重要；较小的粒度增加了颗粒数量和单位体积的表面积，从而增加了消化酶的接触。其他好处还包括更易于处理和混合原料。平均粒度用几何平均直径（GMD）表示，单位为毫米或微米（µm），变化范围用几何标准偏差（GSD）描述，GSD越大代表均匀度越低。
根据Lucas (2004)，当粒度分布以对数数据表示且呈对数正态分布时，GMD和GSD是粒度分布的精确描述指标。研究表明，在相似的条件下使用相同的磨机研磨不同的谷物会得到不同粒度的产品。谷物样品的硬度与研磨后获得的细颗粒百分比有关，硬度较低的谷物获得的细颗粒百分比较高。 
Rose等人（2001）讨论了硬胚乳产生形状不规则的较大颗粒，而软胚乳产生较小尺寸的颗粒。颗粒大小和能耗之间的关系虽然不是正相关，但获得非常细的颗粒需要更高的能耗，这降低了生产率。此外，非常精细的谷物研磨对制粒效率和制粒过程中的能耗没有影响。Amerah等人（2007）讨论了更多的数据表明谷物粒度在粉碎日粮中比在制粒日粮中更重要。